# マイアミ郡 (インディアナ州)
マイアミ郡（英: Miami County）は、アメリカ合衆国インディアナ州の中央部北に位置する郡である。2010年国勢調査での人口は36,903人であり、2000年の36,082人から2.3％増加した。郡庁所在地はペルー市（人口11,417人）であり、同郡で人口最大かつ唯一の都市でもある。

## 歴史
インディアナ州は16年間の準州時代を経て、1816年12月11日に州に昇格した。元々は北西部領土の一部であり、その北西部領土はフレンチ・インディアン戦争後にイギリスが獲得し、アメリカ独立戦争後にアメリカ合衆国の領土に組み入れられたものだった。実際にヨーロッパ系の開拓者がこの地域に入って開拓地を作り始めたのは独立戦争後のことだった。1790年にノックス領土が創設され、これには現在のインディアナ州全土とイリノイ州の一部が含まれていた。このノックス領土の管轄範囲は1790年から1810年まで続いたインディアンの蜂起のために変更された。1800年、インディアナが準州となった。1816年に州に昇格する前に、後にミシガン州とイリノイ州になる領域が分離した。
マイアミ郡は1832年にカス郡の一部と未編入の領域を合わせて設立された。郡名はマイアミ族インディアンから採られており、その多くは現在もこの地域に住んでいる。1834年、西のカス郡から一部の領域を繰り入れて郡域が広くなった。1838年、小さな未編入領域が郡北部に付加されたが、1844年にその領域をフルトン郡に渡した。この年以降は現在の形を維持している。

## 地理
アメリカ合衆国国勢調査局に拠れば、郡域全面積は377.39平方マイル (977.4 km2)であり、このうち陸地3773.84平方マイル (968.2 km2)、水域は3.55平方マイル (9.2 km2)で水域率は0.94％である。

### 主要高規格道路
| - アメリカ国道24号線 - アメリカ国道31号線 - インディアナ州道16号線 - インディアナ州道18号線 | - インディアナ州道19号線 - インディアナ州道124号線 - インディアナ州道218号線 |

### 隣接する郡
- フルトン郡 - 北
- ウォバッシュ郡 - 東
- グラント郡 - 南東
- ハワード郡 - 南
- カス郡 - 西

## 気候と気象
近年、郡庁所在地であるペルー市の平均気温は1月の14°F (-10 ℃) から7月の83°F (28 ℃) まで変化している。過去最低気温は1985年1月に記録された-24°F (-31 ℃) であり、過去最高気温は1988年6月に記録された103°F (39 ℃) である。月間降水量は2月の1.89インチ (48 mm) から6月の4.23インチ (107 mm) まで変化している。

## 郡政府
郡政府は憲法による政体であり、インディアナ州憲法とインディアナ州法典によって特別の権力を認められている。

### 郡政委員会
郡政委員会は郡政府の立法府であり、郡の歳出や歳入を管理している。委員は郡内の選挙区から選出され、任期は4年間である。給与、年間予算、特別支出を設定する責任がある。郡レベルで所得税や資産税、消費税、サービス税を課する限定付き権限があるが、所得税と資産税は州の承認を要する。

### 行政委員会
行政委員会は郡政府の行政府である。委員は郡全体を選挙区に選出され、任期は4年間で2年毎に半数が改選される。委員の一人、通常は最も経験のある者が議長になる。行政委員会は郡政委員会が決めた法を実行し、税金を集め、郡政府の日々の機能を管理する責任がある。

### 郡裁判所
郡は幾らかの民事訴訟を扱うことのできる小規模裁判所を維持している。判事は4年間任期で選出され、インディアナ州法廷弁護士協会の会員でなければならない。判事を補助するのがコンスタブルと呼ばれる法執行官であり、やはり4年間任期で選出される。特定の事件における判決に対しては、州レベルの巡回裁判所に控訴できる。

### 郡政府役人
上記以外に、保安官、検視官、監査官、財務官、登記官、測量師および巡回裁判所事務官が選挙で選ばれている。任期は4年間であり、郡政府の異なる部門を監督している。郡政府に選ばれる役人は支持政党を公にすることが求められ、また郡の住人でなければならない。
マイアミ郡はアメリカ合衆国下院議員インディアナ州第9選挙区に属している。インディアナ州議会上院では第18選挙区に属しており、下院では第23、第24および第32選挙区に属している。

## 人口動態
以下は2000年の国勢調査による人口統計データである。
| 基礎データ - 人口: 36,082人 - 世帯数: 13,716 世帯 - 家族数: 9,806 家族 - 人口密度: 37人/km2（96人/mi2） - 住居数: 15,299軒 - 住居密度: 16軒/km2（41軒/mi2） 人種別人口構成 - 白人: 93.69% - アフリカン・アメリカン: 3.00% - ネイティブ・アメリカン: 1.08% - アジア人: 0.33% - 太平洋諸島系: 0.02% - その他の人種: 0.46% - 混血: 1.42% - ヒスパニック・ラテン系: 1.32% 先祖による構成 - ドイツ系：25.8％ - アメリカ人：25.6％ - アイルランド系：9.8％ - イギリス系：9.1％ | 年齢別人口構成 - 18歳未満: 25.9% - 18-24歳: 8.1% - 25-44歳: 29.9% - 45-64歳: 23.3% - 65歳以上: 12.9% - 年齢の中央値: 37歳 - 性比（女性100人あたり男性の人口） - 総人口: 103.1 - 18歳以上: 102.0 世帯と家族（対世帯数） - 18歳未満の子供がいる: 33.7% - 結婚・同居している夫婦: 57.8% - 未婚・離婚・死別女性が世帯主: 9.8% - 非家族世帯: 28.5% - 単身世帯: 24.6% - 65歳以上の老人1人暮らし: 10.1% - 平均構成人数 - 世帯: 2.52人 - 家族: 3.00人 収入と家計 - 収入の中央値 - 世帯: 39,184米ドル - 家族: 45,816米ドル - 性別 - 男性: 34,595米ドル - 女性: 21,311米ドル - 人口1人あたり収入: 17,726米ドル - 貧困線以下 - 対人口: 8.0% - 対家族数: 6.0% - 18歳未満: 10.9% - 65歳以上: 5.4% |

## 郡区
マイアミ郡は下記14の郡区に分割されている。
| - アレン - バトラー - クレイ - ディアクリーク - エリー | - ハリソン - ジャクソン - ジェファーソン - ペリー - ペルー | - パイプクリーク - リッチランド - ユニオン - ワシントン |

## 都市と町
| - アンボイ - バンカーヒル - コンバース | - デンバー - メイシー | - メキシコ - ペルー - 郡庁所在地 |

### 未編入の町
| - ベネッツスウィッチ - バーミンガム - チリ - コーター - ディーズビル - エリー - フローラ | - ジリード - ローリー - マグローズビル - マイアミ - ニューサンタフェ - ノースグローブ - ピオリア | - ペリーズバーグ - ペティズビル - サンタフェ - サウスペルー - ストックデール - ウォーペコング - ウェルズ |

### 廃村
- ドイル
- レオンダ
- ポーポー
- ワゴナーズステーション